# Dalby-Borup
Dalby-Borup er en bebyggelse på Sydsjælland i Sønder Dalby Sogn under Faxe Kommune. Bebyggelsen ligger lidt nord for centrum af selve Dalby langs vejen fra hovedvejen til Jenstrup, men området for ejerlavet udtrækker sig imod syd til Freerslev å, som nu er bebygget udstykninger af gårdene Bækgården og Spruvemosegård og er sammenvokset med resten af byen Dalby.
Bynavnet kommer af mandsnavnet Bo med suffixet torp, mens Dalby sættes foran for at præcisere, at der er tale om Borup i Dalby Sogn.
Landsbyen nævnes omkring 1370 (Bodhorp) og 1664 (Dalbyborup). Landsbyen blev efter opmåling i 1802 udskiftet i 1807.